# Let Varig 254
Let Varig 254 byl pravidelný vnitrostátní let společnosti Varig spojující Sao Paulo a Belém. 3. září 1989 Boeing 737-241 (reg. PP-VMK), který ji obsluhoval, po odletu z Marabá beze stopy zmizel. O dva dny později byly nalezeny jeho trosky v Amazonském pralese poblíž São José do Xingu, kam nouzově přistál v důsledku vyčerpání paliva při marné snaze najít Belém. Od Belému byl v tu chvíli vzdálen více než tisíc kilometrů, zcela mimo letovou trasu. Z 54 osob na palubě (48 cestujících a 6 členů posádky) zahynulo 12 cestujících. 
Vyšetřování odhalilo jako příčinu havárie chybné zadání kurzu piloty před startem v Marabá, k němuž přispěla změna značení kurzu v letových plánech společnosti (přechod ze třímístného na čtyřmístné číselné značení bez desetinné čárky, k němuž došlo během kapitánovy dovolené). Kvůli tomu letoun odlétl z Marabá v kurzu 270° namísto správného 27°. Piloti si tuto obrovskou chybu po celý let vůbec neuvědomili, ještě krátce před vyčerpáním paliva komunikovali s Belémem a byli přesvědčeni, že jsou blízko. 
Havárie byla zfilmována jako jeden z dílů seriálu Letecké katastrofy.